# Khedive's Sudan Medal
La Khedive's Sudan Medal, fu una medaglia concessa dal Khedivato d'Egitto alle forze egiziane, inglesi e indiane che presero parte all'invasione anglo-egiziana del Sudan, la parte finale della guerra mahdista.

## Storia
La decorazione venne istituita il 12 febbraio 1897 dal khedivè Abbas Hilmi ed intesa inizialmente per commemorare la sola conquista della provincia di Dongola nel 1896. Venne successivamente autorizzata anche per tutte le altre azioni della guerra sino al 1908. The medal was awarded with fifteen different clasps.
Tutti coloro che ricevettero la Khedive's Sudan Medal per il loro servizio tra il 1896 ed il 1898 ricevettero anche la Queen's Sudan Medal da parte del governo britannico.

## Insegne

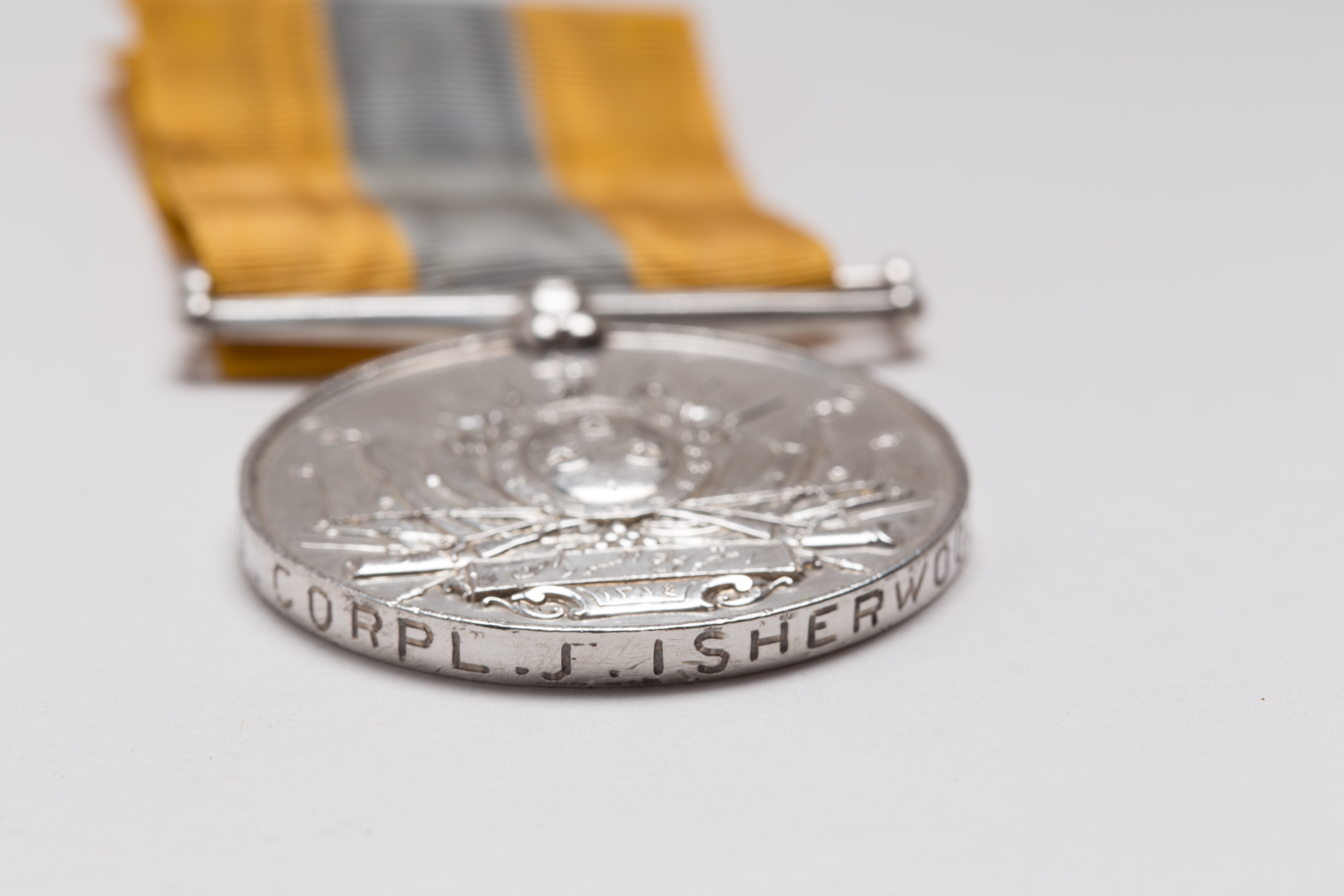
Il nome di un insignito inciso sul bordo della medaglia

Medagliaè costituita da un disco d'argento di 39 mm sul quale è raffigurata sul diritto il nome del khedivè in lettere arabe, accompagnato dalla data islamica 1314 (1896). Sul retro della medaglia trovava lo stemma del khedivato d'Egitto, circondato da trofei militari. La medaglia venne concessa anche in bronzo ad alcuni non combattenti meritevoli. Il nome dell'insignito era solitamente riportato inciso sul bordo.
Nastrogiallo con una fascia azzurra centrale a simboleggiare il deserto attraversato dal Nilo; larghezza 38 mm.
Barrettevennero autorizzate in tutto quindici barrette per questa medaglia.
- Firket (7 giugno 1896)
- Hafir (19-26 settembre 1896)
- Abu Hamed (7 luglio 1897)
- Sudan 1897
- The Atbara (8 aprile 1898)
- Khartoum (2 settembre 1898) (per la Battaglia di Omdurman)
- Gedaref (7 settembre - 26 dicembre 1898)
- Gedid (22 November 1899)
- Sudan 1899
- Bahar-ed-Ghazal 1900-02
- Jerok (gennaio - marzo 1902
- Nyam-Nyam (gennaio - maggio 1905)
- Talodi (2-15 giugno 1905)
- Katfia (aprile 1908)
- Nyima (1-21 novembre 1908)

Diverse medaglie vennero concesse senza barrette, in particolare alle forze indiane coloniali che erano di base a Suakin ed agli uomini della HMS Melita e della HMS Scout, appostati al largo della costa sudanese nel medesimo periodo.